# 茹科韋齊
50°39′53″N 24°56′18″E / 50.66472°N 24.93833°E
茹科韋齊（Жуковець）是烏克蘭的村落，位於該國西部沃倫州，由盧茨克區負責管轄，始建於1545年，面積5.83平方公里，海拔高度204米，2001年人口110，人口密度每平方公里18.87人。